# Pallanuoto ai Giochi asiatici
La pallanuoto è inserita nel programma dei Giochi asiatici fin dal 1951, anno della prima edizione, sebbene in quella circostanza si disputò solamente una gara tra due squadre. Il torneo femminile ha esordito soltanto nell'edizione 2010, prima di allora si era disputato solamente il torneo maschile.
Il torneo dei Giochi asiatici è la principale manifestazione pallanuotistica continentale organizzata dall'AASF, la federazione asiatica dedicata agli sport acquatici, che ha organizzato un campionato continentale al di fuori di questo evento solamente nel 1988 e nel 1991.

## Edizioni

### Torneo maschile
| No.   | Anno | Sede                  | Date                      | Oro        | Argento       | Bronzo        |
| ----- | ---- | --------------------- | ------------------------- | ---------- | ------------- | ------------- |
| I     | 1951 | Nuova Delhi ( India)  | 11 marzo                  | India      | Singapore     | non assegnato |
| II    | 1954 | Manila ( Filippine)   | 5 - 8 maggio              | Singapore  | Giappone      | Indonesia     |
| III   | 1958 | Tokyo ( Giappone)     | 28 - 31 maggio            | Giappone   | Singapore     | Indonesia     |
| IV    | 1962 | Giacarta ( Indonesia) | 28 agosto - 1º settembre  | Giappone   | Indonesia     | Singapore     |
| V     | 1966 | Bangkok ( Thailandia) | 14 - 18 dicembre          | Giappone   | Singapore     | Indonesia     |
| VI    | 1970 | Bangkok Thailandia    | 12 - 16 dicembre          | Giappone   | India         | Indonesia     |
| VII   | 1974 | Teheran ( Iran)       | 2 - 7 luglio              | Iran       | Cina          | Giappone      |
| VIII  | 1978 | Bangkok ( Thailandia) | 12 - 18 dicembre          | Cina       | Giappone      | Singapore     |
| IX    | 1982 | Nuova Delhi ( India)  | 20 - 29 novembre          | Cina       | Giappone      | India         |
| X     | 1986 | Seul ( Corea del Sud) | 27 settembre - 2 ottobre  | Cina       | Corea del Sud | Singapore     |
| XI    | 1990 | Pechino ( Cina)       | 24 - 30 settembre         | Cina       | Giappone      | Corea del Sud |
| XII   | 1994 | Hiroshima ( Giappone) | 11 - 15 ottobre           | Kazakistan | Cina          | Giappone      |
| XIII  | 1998 | Bangkok ( Thailandia) | 15 - 19 dicembre          | Kazakistan | Uzbekistan    | Cina          |
| XIV   | 2002 | Pusan Corea del Sud   | 30 settembre - 6 ottobre  | Kazakistan | Giappone      | Cina          |
| XV    | 2006 | Doha Qatar            | 6 - 14 dicembre           | Cina       | Giappone      | Kazakistan    |
| XVI   | 2010 | Canton Cina           | 18 - 25 novembre          | Kazakistan | Cina          | Giappone      |
| XVII  | 2014 | Incheon Corea del Sud | 20 settembre - 1º ottobre | Kazakistan | Giappone      | Cina          |
| XVIII | 2018 | Jakarta Indonesia     | 16 agosto - 1º settembre  | Kazakistan | Giappone      | Iran          |
| XIX   | 2023 | Hangzhou Cina         | 25 settembre - 7 ottobre  | Giappone   | Cina          | Kazakistan    |

### Torneo femminile
| No. | Anno | Sede                  | Date                      | Oro  | Argento    | Bronzo     |
| --- | ---- | --------------------- | ------------------------- | ---- | ---------- | ---------- |
| I   | 2010 | Canton Cina           | 15 - 17 novembre          | Cina | Kazakistan | Uzbekistan |
| II  | 2014 | Incheon Corea del Sud | 20 settembre - 1º ottobre | Cina | Giappone   | Kazakistan |
| III | 2018 | Jakarta Indonesia     | 16 agosto - 1º settembre  | Cina | Kazakistan | Giappone   |
| IV  | 2023 | Hangzhou Cina         | 25 settembre - 7 ottobre  | Cina | Giappone   | Kazakistan |

## Medagliere complessivo
- Aggiornato a Hangzhou 2023

| Posizione | Paese         | Oro | Argento | Bronzo | Totale |
| --------- | ------------- | --- | ------- | ------ | ------ |
| 1         | Cina          | 9   | 4       | 3      | 15     |
| 2         | Kazakistan    | 6   | 3       | 4      | 13     |
| 3         | Giappone      | 5   | 9       | 4      | 18     |
| 4         | Singapore     | 1   | 3       | 3      | 7      |
| 5         | India         | 1   | 1       | 1      | 3      |
| 6         | Iran          | 1   | 0       | 1      | 2      |
| 7         | Indonesia     | 0   | 1       | 4      | 5      |
| 8         | Uzbekistan    | 0   | 1       | 1      | 2      |
| 8         | Corea del Sud | 0   | 1       | 1      | 2      |